# Sugat
Sugat (ros. Сугат) – wieś (dieriewnia) w Rosji, w obwodzie swierdłowskim, w rejonie talickim. W 2010 liczyła 303 mieszkańców.